# 呂世明 (中國大陸官員)
吕世明（1960年7月—），山东烟台人，男性，汉族，肢体残疾。中华人民共和国政治人物，中国共产党党员，第十三届全国人民代表大会浙江省代表。

## 生平
1980年12月参加工作，1988年6月加入中国共产党，辽宁师范学院夜大外语系毕业，大专学历，中央党校研究生院行政管理专业毕业，中央党校研究生学历。
吕世明历任辽宁省大连市石油七厂工人，辽宁省大连市残疾青年协会理事长、残疾人福利基金会常务副理事长，辽宁省大连市残联副理事长、党组成员、党组副书记，辽宁省残联主席团副主席、执行理事会副理事长、理事长、党组副书记、党组书记，中国残联第四届执行理事会副理事长、党组成员，中国残联第五、六届主席团副主席（2008年11月当选）、党组成员，中华全国体育总会副主席。辽宁省第九届人大代表。。2018年1月，当选第十三届全国人民代表大会代表，2018年3月，当选第十三届全国人民代表大会常务委员会委员、全国人民代表大会社会建设委员会委员。